# Жары (Гусь-Хрустальный район)
Жары — деревня в Гусь-Хрустальном районе Владимирской области России, входит в состав Муниципального образования «Посёлок Анопино».

## География
Деревня расположена в 2 км на север от центра поселения посёлка Анопино и в 13 км на север от Гусь-Хрустального.   

## История
Деревня Жары впервые упоминается в патриарших окладных книгах под 1716 годом.
Сельцо Опучкино (Жары тож) во второй половине XVII — первой половине XVIII веков входило в Лиственский стан Владимирского уезда Замосковного края Московского царства.
В конце XIX — начале XX века деревня входила в состав Моругинской волости Судогодского уезда Владимирской губернии, с 1926 года — в составе Арсамакинской волости. В 1859 году в деревне числилось 21 дворов, в 1905 году — 44 двора, в 1926 году — 86 дворов.
С 1929 года деревня являлась центром Жаровского сельсовета Гусь-Хрустального района, с 1940 года — в составе Анопинского сельсовета, с 1954 года — в составе Арсамакинского сельсовета, с 1971 года — в составе Вашутинского сельсовета, с 2005 года — в составе Муниципального образования «Посёлок Анопино».

## Население
| 1859 | 1905 | 1926 | 2002 | 2010 | 2021 |
| ---- | ---- | ---- | ---- | ---- | ---- |
| 155  | ↗299 | ↗372 | ↘26  | ↘24  | ↘16  |